# Heterorhabdus confusibilis
Heterorhabdus confusibilis är en kräftdjursart som beskrevs av Mungo Park 2000. Heterorhabdus confusibilis ingår i släktet Heterorhabdus och familjen Heterorhabdidae. Inga underarter finns listade i Catalogue of Life.